# Iglesia de San Martín (Régil)
La iglesia de San Martín es un inmueble de la localidad española de Régil, en la provincia de Guipúzcoa.

## Descripción
El edificio se encuentra en la localidad española de Régil, perteneciente a la provincia de Guipúzcoa, en la comunidad autónoma del País Vasco. Se menciona como iglesia parroquial del lugar en el Diccionario histórico-geográfico-descriptivo de los pueblos, valles, partidos, alcaldías y uniones de Guipúzcoa (1862) de Pablo de Gorosábel, donde aparece descrita con las siguientes palabras:

Su iglesia parroquial es de la advocacion de San Martin; cuya fábrica es antigua y bastante capz, sin que por lo demás ofrezca ninguna particularidad. Hállase servida por un rector y tres beneficiados. El patronato de ella corresponde de derecho á la corona. D. Felipe V concedió su uso por cuatro generaciones á D. José Basilio de Aramburu, teniente general de los reales ejércitos; cuya merced se confirmó á favor de D. Manuel José de Zavala, conde de de Villafuertes, en virtud de real cédula de 3 de diciembre de 1804. En el dia le tiene un nieto de este por igual concepto de sucesor de la casa de Aramburu. Consiguiente á esto, el patrono hace la presentacion de la rectoría y antes del último concordato tambien la de los beneficios: el mismo percibía las tres cuartas partes de los frutos decimales de toda la jurisdiccion hasta la supresion de esta prestacion.
(Gorosábel, 1862, pp. 426-427)